# Constantin Bivol
Constantin Bivol (n. 10 martie 1885, Costești, ținutul Chișinău, Imperiul Rus – d. 12 martie 1942, Gulag, penitenciarul nr. 4 din localitatea Cistopol, RASS Tătară) a fost un agricultor și politician român basarabean.  La 27 martie 1918 a votat unirea Basarabiei cu România.

## Sfatul Țării
Constantin Bivol a fost membru al Sfatului Țării, parlamentul Moldovei între 1917 și 1918. La data de 27 martie 1918, a votat Unirea Basarabiei cu România.

## Galerie

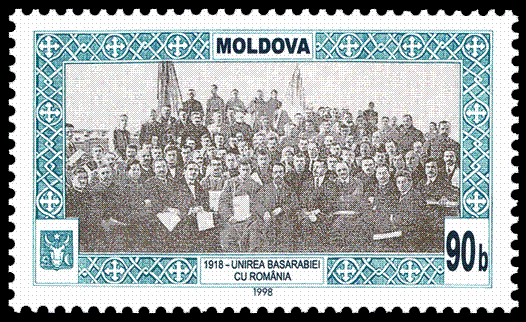
Timbru din Republica Moldova, 1998
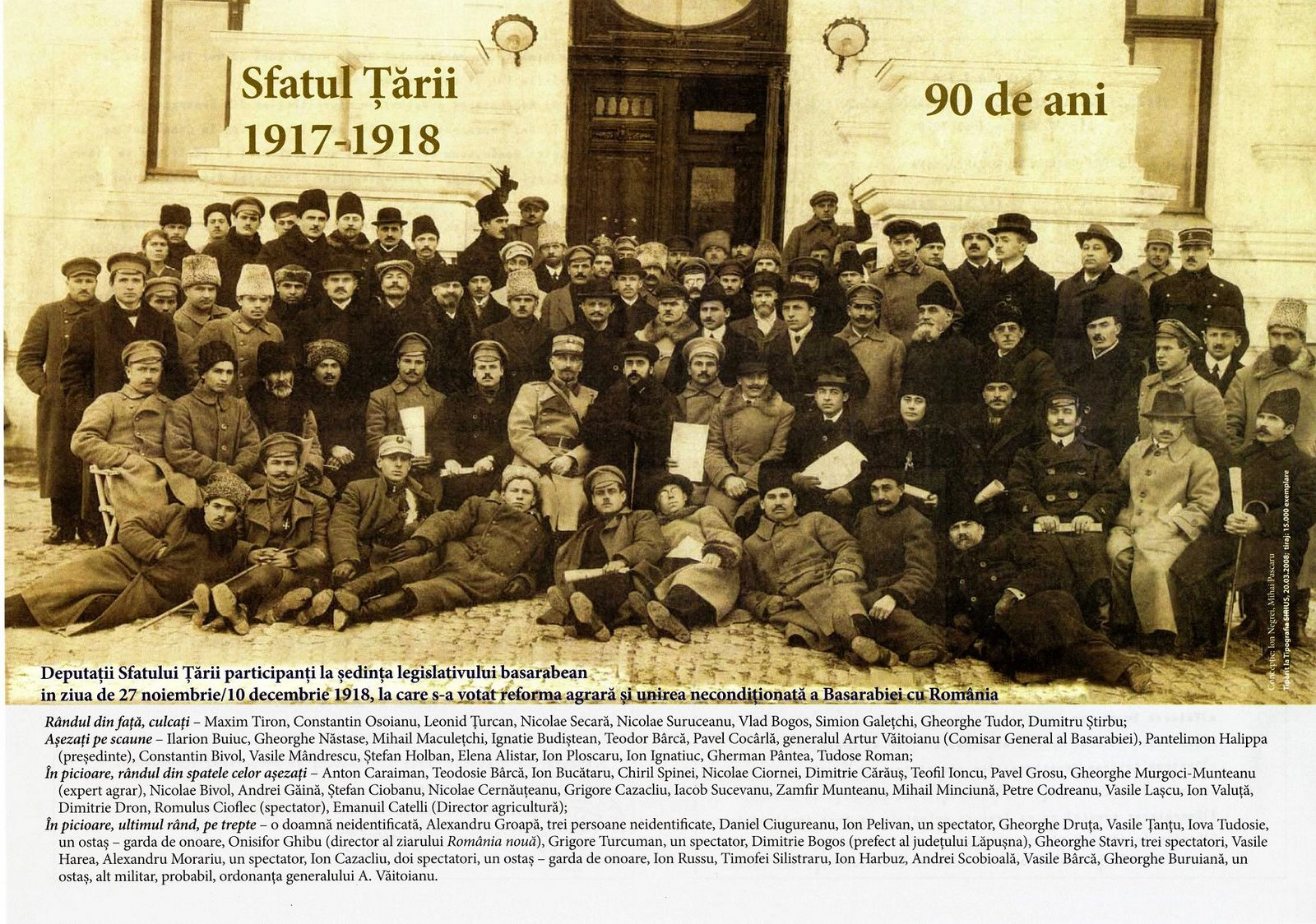
Palatul Sfatului Ţării (10 decembrie 1918). Constantin Bivol este al nouălea așezat pe scaun